# Rufo Criado
Rufino Criado Sualdea (Aranda de Duero, Burgos, 26 agost de 1952, conegut com a Rufo Criado, és un pintor espanyol constructivista, amb incursions en la fotografia. És membre fundador de La UA CRAG Col·lectiu d'Acció Artística (1985-1996), de què forma part fins a 1994. Va dirigir el Centre d'Art Caixa de Burgos, CAB, des que va obrir el 2003 fins a finals de 2006. La seva obra figura a la publicació "100 artistes espanyols" d'EXIT Publicacions, i a l'Arxiu Documental d'artistes de Castella i Lleó (ADACYL) de MUSAC de Lleó.

## Estil
L'obra d'aquest pintor arandino es caracteritza per les formes geomètriques, les esteles contemplatives i els fons cromàtics, que són, a la fi i al el cap, un translació i exteriorització de la dialèctica que manté amb el seu propi interior.
L'ús de mitjans digitals s'inspira tant en el propi ésser humà, com en l'observació meditada de la natura. El misticisme, el pensament i l'humanisme són constants en la seva obra pictòrica encara que utilitzi diferents formats per expressar-los i donar-los contingut.
A l'exposició instal·lada durant 2015 al Museu de Burgos es va valer de l'obra que pertany a el sepulcre mural del matrimoni Sarmiento-Mendoza (1958), obra acabada en alabastre i pedra calcària que s'ubica permanentment a la sala d'actes d'aquest museu, i la va confrontar amb 'Itinerari', de la seva pròpia factura, i en la qual treballa amb materials d'origen industrial.
La conclusió és la contemplació de dues meravelloses realitzacions que responen fidelment a el temps de cadascuna, a la seva realitat hi ha la necessitat d'identificar-les amb la bellesa i el pensament intemporal.